# Titanatemnus ugandanus
Titanatemnus ugandanus är en spindeldjursart som beskrevs av Beier 1932. Titanatemnus ugandanus ingår i släktet Titanatemnus och familjen Atemnidae. Inga underarter finns listade i Catalogue of Life.